# Іссахар

Символ племені Іссахара

Іссахар (івр. יִשָּׂשכָר, Yissaḫar, Yiśśâḵār) — згідно з біблійними книгами Буття та Числа , один з дванадцяти синів патріарха Якова. Був дев'ятим сином Якова та його першої дружини Лії (Бут. 35:23). Народився в  Месопотамії (Бут. 30:17-18). Лія народила Іссахара, згідно з Книгою Буття, купивши право на ніч з Яковом у його другої дружини Рахелі за мандрагорові плоди (Бут. 30:15-16). Іссахар та його коліно під час благословення синів Яковом, описуються як працелюбний землероб, що мирно працює (Бут. 49:14-15) .

## Нащадки Іссахара
Яків із своїм родом перебував у Ханаані аж до переселення у Єгипет в провінцію Гасем. У Єгипті вийшло від його синів 12 колін (племен) народу ізраїльського. Разом з Іссахаром до Єгипту прибули також і його сини — Тола, Цувва, Йов і Шимрон (Бут. 46:13). 
Нащадки Іссахара у Єгипті утворили Іссахарове коліно, яке при виході євреїв з Єгипту склало 54400 дорослих, чоловіків здатних носити зброю (Чис. 1:28-29). Перед переходом через Йордан їх кількість зросла до 64300 чоловік (Чис. 26:23-25). При розселені у завойованому Ханаані коліну Іссахара була відведена північна його частина, в яку входила і родюча Долина Їзреель і гора Фавор (Навин 19:17-23). Пізніше ця територія ввійшла до складу Галілеї. У сучасних дослідженнях висловлюється припущення, згідно з яким об'єднання Завулона та Іссахара відображало реальне розселення відповідних племінних груп.
У подальшій історії коліно Іссахара не грало визначну роль. Із завоюванням Ізраїльського царства асирійцями під проводом Шаррукіна II у 722 році до н. е. були зруйновані володіння Іссахара.